# Пааво Вяюрюнен
Пааво Матті Вяюрюнен (фін. Paavo Matti Väyrynen; 2 вересня 1946, Кемінмаа, Фінляндія) — фінський політик; в минулому Міністр закордонних справ Фінляндії; кандидат на виборах президента Фінляндії 2012 року від партії Фінляндський центр, почесний голова цієї партії. Кандидат в президенти Фінляндії на виборах 2018 року, зайняв на них 4-е місце.

## Життєпис
Народився 2 вересня 1946 року в Кемінмаа в родині агронома Юхо Еемелі Вяюрюнена і Анни-Лійса Кайянкоскі. У 1970 р. Здобув ступінь магістра соціальних наук в Гельсінському університеті., а в 1988 р. Здобув ступінь доктора соціальних наук в Академії Ебо в Турку. У 1996 році він став доцентом Лапландського університету в Рованіємі.
У 1970—1995 роках він мав мандат депутата в Едускунті, представляючи округи Лапландії та Уусімаа. З 1970 по 1971 рік був секретарем прем'єр-міністра. У 1972—1980 рр. він був заступником голови Партії Центру, потім до 1990 року керував цим угрупуванням. Він неодноразово обіймав урядові посади в кабінетах Марті Міеттунена, Калеві Сорса, Мауно Койвісто та Еско Аго. Був міністром освіти (1975—1976), роботи (1976—1977) та закордонних справ (1977—1982, 1983—1987 та 1991—1993), а в 1983—1987 рр. — також віце-прем'єр-міністром. У 1988 та 1994 роках він невдало балотувався на президентських виборах.
У 1995 році він зайняв посаду члена Європарламенту (після вступу Фінляндії до Європейського Союзу), а тому відмовився від засідання в національному парламенті (пізніше він був членом Едускунті протягом тижня в 1999 році). У 1996, 1999 та 2004 роках він був переобраний на європейських виборах. У ЄП з 1997 по 2004 рік був заступником голови групи Партії європейських лібералів, демократів та реформаторів.
На національних виборах 2007 року його знову обрали до Едускунті. У другому уряді Матті Ванханена він обійняв посаду міністра зовнішньої торгівлі та розвитку. Він зберігав свою посаду і в уряді, призначеному 22 червня 2010 року Марі Ківініемі. Він покинув національний парламент, а потім уряд у 2011 році..
У 2012 році він був кандидатом партії Центр на виборах президента (у першому турі голосування набрав 17,5 % голосів, посівши 3 місце). У 2014 році він був переобраний до Європейського парламенту. У 2016 році він покинув партію Центр, до 2017 року очолив новостворену групу Kansalaispuolue. У 2017 році християнськими демократами його обрали до Гельсінської міської ради. У 2018 році як незалежний кандидат він знову взяв участь у виборах президента, посівши 4 місце з результатом 6,2 % голосів.
У 2018 році він подав у відставку з Європейського Парламенту, взявши на себе мандат в Едускунті, який він отримав у 2015 році.